# 瓜达威尼塔
瓜达威尼塔（義大利語：Guarda Veneta）是意大利威尼托大区罗维戈省的一个市镇，总面积17.32平方公里，人口1210人，人口密度69.9人/平方公里（2009年）。ISTAT代码为029028。